# Lasippa sangira
Lasippa sangira är en fjärilsart som beskrevs av Hans Fruhstorfer 1908. Lasippa sangira ingår i släktet Lasippa och familjen praktfjärilar. Inga underarter finns listade i Catalogue of Life.